# Lebanon (condado de Waupaca, Wisconsin)
Lebanon es un pueblo ubicado en el condado de Waupaca en el estado estadounidense de Wisconsin. En el Censo de 2010 tenía una población de 1.665 habitantes y una densidad poblacional de 17,82 personas por km².

## Geografía
Lebanon se encuentra ubicado en las coordenadas 44°27′33″N 88°47′15″O / 44.45917, -88.78750. Según la Oficina del Censo de los Estados Unidos, Lebanon tiene una superficie total de 93.42 km², de la cual 93.13 km² corresponden a tierra firme y (0.3%) 0.28 km² es agua.

## Demografía
Según el censo de 2010, había 1.665 personas residiendo en Lebanon. La densidad de población era de 17,82 hab./km². De los 1.665 habitantes, Lebanon estaba compuesto por el 98.26% blancos, el 0.24% eran afroamericanos, el 0.18% eran amerindios, el 0.06% eran asiáticos, el 0% eran isleños del Pacífico, el 0.6% eran de otras razas y el 0.66% pertenecían a dos o más razas. Del total de la población el 2.76% eran hispanos o latinos de cualquier raza.